# Progestatif
Un progestatif est une  hormone stéroïdienne d'action similaire à la progestérone, le seul progestatif naturel.
Pour être considérée comme progestative (progestogène), une molécule doit avoir les effets suivants en expérimentation chez un animal de laboratoire :
- effet lutéomimétique (test de Clauberg) : différenciation sécrétoire sur une muqueuse utérine correctement préparée par les œstrogènes ;
- effet progestogène : maintien de la gestation malgré ablation du corps jaune de l'ovaire.

## Classification
Ils sont classés selon leur formule de structure en progestatifs C19, dérivés de la testostérone, et C21, dérivés de la progestérone.

## Propriétés
Tous les progestatifs ont des propriétés antiestrogènes et antigonadotropiques (inhibition de la production d'hormones stéroïdiennes sexuelles dans les gonades).
Les progestatifs diffèrent entre eux dans leur puissance (affinité pour les récepteurs de la progestérone) et leurs effets secondaires. Ces derniers peuvent être androgènes (la médroxyprogestérone et la plupart des progestatifs C19), antiandrogènes (acétate de cyprotérone), œstrogènes, glucocorticoïdes (certains progestatifs C21) ou anti-minéralocorticoïdes (progestérone).

## Différents usages
Ils sont toujours présents dans les contraceptifs hormonaux, seuls ou en association avec un œstrogène qui est toujours l'éthinylestradiol.
- Progestatif seul :
  - la pilule progestative ou progestatifs micro-dosés ;
  - les stérilets hormonaux ;
  - les progestatifs injectables ;
  - les implants
- Progestatif combiné à l'éthinylestradiol :
  - pilule combinée ;
  - anneau vaginal.

## Sources
- Cet article est partiellement ou en totalité issu de l'article intitulé « Progestagène » (voir la liste des auteurs).